# Кумаргалиев, Ержан Шаймерденович
Ержан Шаймерденович Кумаргалиев (род. 2 мая 1964 года) — советский спортсмен (хоккей на траве).

## Карьера
В 1984-94 годах играл в алма-атинском «Динамо».
В чемпионате СССР провёл 149 игр, забил 8 мячей.
Пятикратный чемпион СССР (1984—1985, 1987—1989), серебряный призёр чемпионата СССР (1980).
Трёхкратный обладатель Кубка СССР (1984, 1986, 1987), финалист Кубка СССР (1985).